# Andrena rufosignata
Andrena rufosignata är en biart som beskrevs av Cockerell 1902. Andrena rufosignata ingår i släktet sandbin, och familjen grävbin. Inga underarter finns listade i Catalogue of Life.